# Ein 100% brasilianischer Film
Ein 100% brasilianischer Film (Originaltitel: Um Filme 100% Brazileiro) ist ein brasilianischer Film aus dem Jahre 1985. Regie führte José Sette.

## Handlung
Der schweizerische Schriftsteller Blaise Cendrars kommt 1924 nach einer Atlantiküberquerung mit dem Dampfer Bohème in Rio de Janeiro an. Cendrars wird in den Karneval hineingezogen und erlebt surreale Bilder zwischen Traum und Realität.

## Kritik
„Ein avantgardistischer, fantastischer Film, der die Ereignisse als Polaritäten einer filmischen Reise durch Brasilien zwischen Fiktion und Wirklichkeit nutzt; eine ebenso rauschhafte wie sinnliche Vision, die dem Land im ‚kollektiven Wahnsinn‘ des Karnevals begegnet und sich auf die Suche nach der ‚Brasilidade‘ begibt.“